# Henryk Wisner
Henryk Wisner (ur. 25 sierpnia 1936 w Warszawie) – polski historyk, profesor nauk humanistycznych.

## Życiorys
W 1962 ukończył studia historyczne na Uniwersytecie Warszawskim. W kolejnych latach związany był z Wydziałem Historycznym Uniwersytetu Warszawskiego, gdzie w 1967 uzyskał stopień doktora, a w 1972 stopień doktora habilitowanego. W 1987 otrzymał tytuł profesora nauk humanistycznych.
Od wielu lat jest pracownikiem Instytutu Historii PAN. Specjalizuje się w nowożytnej historii Polski, jest znawcą dziejów Rzeczypospolitej za panowania Wazów (zwłaszcza Litwy w okresie 1587–1648).
Odznaczony m.in. Orderem Wielkiego Księcia Giedymina IV klasy.

## Wybrane publikacje
- Gdyby... Całkiem inna historia Polski (jeden ze współautorów)
- Historia dyplomacji polskiej, t.2 - 1572-1795 (jeden ze współautorów)
- Janusz Radziwiłł 1612–1655, 2000
- Kircholm 1605, 1987, 2005, 2011, 2016 (seria Historyczne bitwy)
- Król i car. Rzeczpospolita i Moskwa w XVI i XVII wieku, 1995
- Lisowczycy, 1976, 1995, 2004, 2013, 2017
- Litwa. Dzieje państwa i narodu, 1999
- Litwa i Litwini. Szkice z dziejów państwa i narodu, 1991
- Litwa i Litwini. Z przeszłości państwa i narodu, 1993
- Najjaśniejsza Rzeczpospolita. Szkice z czasów Zygmunta III i Władysława IV Wazy, 2001
- Najjaśniejsza Rzeczpospolita. Szkice z dziejów Polski szlacheckiej XVI - XVII wieku, 1978
- Od Ujścia do Warki, 1973
- Rokosz Zebrzydowskiego, 1989
- Rozróżnieni w wierze. Szkice z dziejów Rzeczypospolitej schyłku XVI i połowy XVII wieku., 1982
- Rzeczpospolita Wazów. Czasy Zygmunta III i Władysława IV, t.1, 2002
- Rzeczpospolita Wazów. Wojsko Wielkiego Księstwa Litewskiego, dyplomacja, varia, t.2, 2004
- Rzeczpospolita Wazów. Sławne państwo, Wielkie Księstwo Litewskie, t.3, 2008
- Unia. Sceny z przeszłości Polski i Litwy, 1988
- Wojna nie wojna. Szkice z przeszłości polsko-litewskiej, 1978
- Władysław IV Waza, 1995, Cykl biograficzny Ossolineum
- Z lat potopu 1655-1660, 1975
- Zygmunt III Waza, 1984, 1991, 2006, Cykl biograficzny Ossolineum